# Бадьоро крокуючи
Бадьоро крокуючи (яп. 朗かに歩め, Hogaraka ni ayume; англ. Walk Cheerfully) — японський, чорно-білий, німий фільм 1930 року режисера Одзу Ясудзіро. Виготовлений та розповсюджений кінокомпанією Shochiku Cinema.

## Сюжет
Кендзі член якудза, який має трьох спільників: Сенко, Гюнпея та Чіеко. Якось він бачить скромну дівчину Ясуе, яка виходить із ювелірної крамниці і закохується в неї. Коли Ясуе та її сестра Міцуко пішли на пікнік, Кендзі намагається поговорити з Ясуе. Однак коли Ясуе дізнається про те чим живе Кендзі, вона каже, що не хоче його бачити, «допоки він не стане чесною людиною». Кендзі з Сенко лишають злочинність. Кендзі влаштовується мийником вікон, а Сенко водієм автомобіля. Але не так просто позбутися свого минулого. Одного разу Сенко та Гунпей, колишні спільники, запрошують Кендзі виконати «велику роботу». Кендзі намагається відмовитися. Відбувається сварка внаслідок якої Кендзі був поранений Гюнпєм. Надалі Гюнпей здає поліції своїх спільників. Поліція приходить до квартири Кендзі, де Ясуе його доглядала. Кендзі заарештовують, разом з Сенко. Ясуе обіцяє його дочекатися, та згодом зустрічає Кендзі та Сенко, коли вони виходять із в'язниці після відбуття покарання.

## Знімальна група
- Режисер: Ясудзіро Озу
- Ідея сюжету: Хіросі Шімідзу
- Сценарій: Тадао Ікеда
- Оператор: Хідео Мобара
- Асистенти режисера: Дзіро Огава, Ясусі Сасакі
- Асистенти оператора: Мінору Курібаяші, Юхару Ацута
- Продюсер: Рін Масутані
- Художник-постановник: Хіроші Мізутані
- Сценічні декорації: Йонедзіро Танака, Тамізо Цунода
- Оформлення сцени: Цунедзіро Кавасакі, Цунетаро Іноуе
- Світло: Тацумі Йосімура
- Монтаж: Ден Такаяма

## У ролях
- Кендзі Каміяма — Мінору Такада
- Ясуе Сугімото — Хіроко Кавасакі
- Її молодша сестра Міцуко — Нобуко Мацудзоно
- Мати — Утако Сузукі
- Сенко — Хісао Йосітані
- Гунпей — Теруо Морі
- Чіеко — Дата Сатоко
- Президент Оно — Такеші Сакамото
- Менеджер готелю — Кендзі Кімура (в титрах не вказаний)
- Детектив — Кандзі Кавахара (в титрах не вказаний)
- Чоловік у більярдному залі (той, що тримає собаку) — Тацуо Сайто (в титрах не вказаний)
- Людина в більярдному залі — Йоку Доріміо (в титрах не вказаний)

## Фільмування
14-й фільм видатного японського кінорежисера Одзу Ясудзіро знятий з листопада 1929-го по лютий 1930-го. Фільм вийшов на кіноекрани Японії 1 березня 1930 року. Виробництво було перервано в грудні 1929 року для позапланових зйомок фільму «Курс подружнього життя», що вийшов на екрани в січні 1930 року, але не зберігся до наших днів.
Оригінальна ідея сюжету належить Хіросі Шімідзу, близькому другу Одзу, який також працював режисером на тій самій студії Shochiku Cinema. Шімідзу й Одзу обидва однолітки (1903 року народження). Їхня дружба почалася у 1924 році, коли Шімідзу працював асистентом режисера на студії Ikeda Yoshinobu, а Одзу був тоді помічником оператора, і тривала до смерті Одзу у 1963 року.
Одзу одразу вирішив знімати цю історію під впливом тогочасного кінематографа США, до якого він у свої молоді роки дуже тяжів. У ті часи найбільш «прозахідним» режисером у Японії був Ютака Абе, який знімав фільми на студії «Nikkatsu»: «Жінка, що торкнулася ніг» (1926), «П'ять жінок, які його оточують» (1927). Ютака на той час був єдиним винятком із японських кінорежисерів, хто попрацював якийсь час у Голлівуді. Одзу ж вважався представником «прозахідного кіно» серед молодих режисерів. Так у фільмі представлені елементи західного стилю, які були незвичні для японського життя того часу, такі як дорогі іноземні автомобілі, друкарські машинки, гравці в гольф, готелі та ресторани, чоловіки в костюмах, а жінки — в розкішному вбранні, а не в кімоно, оригінальні афіші англомовних фільмів та боксерських поєдинків. Загалом усе це було вельми далеким від реального японського життя тих років. Але за сюжетом це виявлялося логічним, що герой живе у вестернізованій квартирі десь в Токіо.
У фільму «Бадьоро крокуючи» нехарактерний для Одзу стиль, швидкий темп та змішаний жанровий підхід. «Бадро крокуючи» є сумішшю жанрів (детектив, драма, комедія, гангстерський фільм і мелодрама). Дія фільму розбивається в кілька складних шарів, але акцент робиться на Кендзі, дрібному шахраї, який вирішує піти чесним шляхом після того, як закохується в милу дівчину Ясуе. Крім того, можна побачити техніки та прийоми, яких немає в пізніших фільмах Одзу, такі як використання пташиного польоту та рухомих кадрів (таких як сцени їзди автомобілів), а також розмова двох людей віч-на-віч у двох кадрах, які роблять його унікальним із фільмів Одзу.